# Прибережний (Казахстан)
Прибере́жний (каз. Прибрежный) — селище у складі Алтайського району Східноказахстанської області Казахстану. Адміністративний центр Прибережної селищної адміністрації.
Населення — 612 осіб (2021; 872 у 2009, 1347 у 1999, 2101 у 1989).
Станом на 1989 рік селище мало статус селища міського типу, у радянські часи мало також назву Первомайськ.